# Celyphus dohrni
Celyphus dohrni är en tvåvingeart som beskrevs av Jacques-Marie-Frangile Bigot 1881. Celyphus dohrni ingår i släktet Celyphus och familjen Celyphidae. Inga underarter finns listade i Catalogue of Life.